# Phrynosoma mcallii
Phrynosoma mcallii är en ödleart som beskrevs av Hallowell 1852. Phrynosoma mcallii ingår i släktet paddleguaner, och familjen Phrynosomatidae. IUCN kategoriserar arten globalt som nära hotad. Inga underarter finns listade i Catalogue of Life.
Denna paddleguan förekommer i södra Kalifornien och i nordvästra Mexiko vid norra Californiaviken. Den vistas i låglänta öknar med några kullar och med glest fördelad växtlighet i form av buskar och gräs. Arten lever i regioner med kolonier av myran Messor pergandei. Kräldjuret ligger ofta orörlig på marken och är svår synlig på grund av sitt kamouflage. Under den kalla årstiden håller denna paddleguan vinterdvala i självgrävda bon som ligger 5 eller sällan 20 cm under markytan.